# Visoko (Varaždinska županija)
Visoko je općina u Hrvatskoj, Varaždinskoj županiji.

## Zemljopis
Smještena u Varaždinskoj županiji na sjeverozapadu Hrvatske, općina Visoko je jedna od manjih općina u županiji, a prostire se na području veličine oko 25 km2. Nalazi se u rubnom, južnom dijelu županije. S istočne strane graniči s Koprivničko-križevačkom županijom, na sjeveru gradom Novi Marof, na jugu s općinom Breznica, a na zapadu dijelom s općinama Breznički Hum i Breznica.

## Stanovništvo
Prema Popisu stanovništva 1991. godine Općina Visoko imala je 1868 stanovnika (što je bilo 0,99 % od ukupnog broja stanovnika Županije), a prema popisu iz 2011. broj stanovnika Općine dodatno je smanjen i iznosi 1518 stanovnika. 
Gustoća naseljenosti na području općine je 64,59 stanovnika na km2 prema popisu 2001. godine, a 1991. godine je iznosila 74,16 stanovnika na km2, što je već tada bilo daleko ispod gustoće naseljenosti Županije, koja je iznosila 148,9 stanovnika na km2, a i ispod državnog prosjeka od 84,6 stanovnika na km2.
| broj stanovnika | 1654  | 1749  | 1878  | 1987  | 2117  | 2351  | 2370  | 2510  | 2512  | 2276  | 2421  | 2263  | 1998  | 1868  | 1641  | 1518  | 1335  |
|                 | 1857. | 1869. | 1880. | 1890. | 1900. | 1910. | 1921. | 1931. | 1948. | 1953. | 1961. | 1971. | 1981. | 1991. | 2001. | 2011. | 2021. |

| broj stanovnika | 484   | 556   | 642   | 641   | 683   | 756   | 730   | 720   | 676   | 497   | 699   | 670   | 607   | 597   | 526   | 493   | 454   |
|                 | 1857. | 1869. | 1880. | 1890. | 1900. | 1910. | 1921. | 1931. | 1948. | 1953. | 1961. | 1971. | 1981. | 1991. | 2001. | 2011. | 2021. |

## Uprava
- Načelnik: Dragutin Mateković (HDZ)
- Zamjenica načelnika: Petra Geček (HDZ)
- Predsjednik Općinskog vijeća: Ivan Hadrović (HDZ)

## Povijest
Teritorij općine Visoko nastanjen je od davnina, prema istraživačima još prije dolaska Rimljana, a za vrijeme Rimljana na ovom je području vladao živi promet jer su prolazile vojničke ceste (iz Sista preko Varaždinskih Toplica za Ptuj i dalje na sjever).Ime Visoko spominje se prvi puta 1343. godine. Radi se o kupoprodajnoj ispravi između mještana Grgura, sina Benediktova, i Malčeca, sina Dragonje koji su prodavači, dok je kupac Ivanko, sin Jonin. Iz te je isprave vidljivo da nije točno da je naziv mjesta potekao od izbjeglica iz Bosne pred Turcima (Visoko u Bosni)jer je isprava nastala prije provale Turaka.
Postoji legenda kako se kralj Bela IV. sklonio na Kalnik s pratnjom bježeći pred Tatarima. Lokalno stanovništvo hranilo ih je šljivama pa su dobili naziv šljivari. Tatari su odustali, a kralj im je dodijelio plemićke naslove. Pod Kalnikom su Tatari doživjeli prvi poraz. Visočani su bili jedni od tih lokalnih stanovnika koji su dobili plemićke nazive pa je i jedan od naših najvećih književnika, August Šenoa, spjevao pjesmu o njima:
| » | "Oj, vi ljudi iz sela Visoka, Ljudine vi ste, momci od oka, Hvala na hrani, hvala na sreći; Vašim da nisam postao gostom, Trapih se i sad nemilim postom. Plemstvo nek svim je harnosti plaća, Vi ste odsad kraljeva braća!" | « |
|   | |   |

## Poznate osobe
- Lovro Hadrović - svećenik
- Damir Vrabec - svećenik
- Gustav Kuzmić - povjesničar

## Spomenici i znamenitosti
Istaknuta Visočka povijesna znamenitost je lipa Bele IV. Arpadovića, koji ju je prema narodnoj predaji zasadio na tome mjestu još davne 1242. godine sam Bela IV. iz zahvalnosti. Lipa je zaštićena kao spomenik prirode (registarski broj 202 u republičkom zavodu za zaštitu prirode). Lipa, koja i danas krasi središte mjesta u svom je najraskošnijem rastu bila visine 20 metara.
Uz legendarnu Belinu lipu, znak prepoznavanja općine je i poznata župna crkva Presvetog Trojstva. ta crkva prvi se put spominje 1111., a zatim 1334. godine. Na njoj su danas arhitektonski prepoznatljive gotička i barkona faza, ali su arheološkim pregledom prilikom izrade vodoodvodnje zamijećeni i brojni zidovi pod njom, što upućuje na to da su zakopane još mnogobrojne tajne. 
Od ostalih spomenika treba spomenuti kapelicu sv. Marije Magdalene u Viničnom, arheološko nalazište Fraterščina južno od Visokog (prema nagađanjima to su ostaci pavlinskog samostana), nalaz kamene sjekire iz neolitika koja je pronađena u Viničnom 1853. godine, a čuva se u Arheološkome muzeju u Zagrebu, te kuriju u Čanjevu koja datira iz 1776. godine.
U Čanjevu je pronađeno vrijedno arheološko nalazište na kojem su otkriveni brojni zanimljivi nalazi iz različitih prapovijesnih razdobalja koji pripadaju lasinjskoj, vučedolskoj, Retz-gayarskoj i vinkovačkoj kulturi, te kasnom brončanom dobu. Najviše nalaza pripada razdoblju kasnog srednjeg vijeka i ranom novom vijeku, kada je na ovom brdu stajala utvrda Čanjevo. Posebno treba spomenuti nalaz brončane ruže vjetrova, dosad nezabilježene u ovim krajevima pa i šire.

## Turizam
Osnovana je udruga Praškocijeve haramnije kojoj je cilj proučavanje i prikazivanje života nekadašnjih stanovnika utvrde. Utvrda Čanjevo je u kasnom srednjem vijeku, za vrijeme turskih najezda, zahvaljujući svom strateškom položaju bila jedna među značajnijim vojnim utvrdama koje su služile za zaustavljanje daljnjeg prodora Turaka. Svake godine odvija se spektakl oživljene povijesti pod nazivom Bitka za utvrdu Čanjevo.

## Obrazovanje
Na području općine od obrazovnih ustanova djeluje jedino Osnovna škola Visoko, koja je u 2010. godini osvojila prestižnu Zlatnu povelju HRT-a za pobjednički školski vrt kontinentalne Hrvatske 2010. Škola ima i novu sportsku dvoranu s organiziranim sportskim programima za sve uzraste. U školskom arhivu postoje podaci da su u župi bili namješteni 'školniki' šrije više od sto godina od podignuća škole (1859.). Školnik ili ludimagister imao je dužnost svirati i pjevati u crkvi kod mise, učio je puk crkveno pjevanje, a zainteresirane je podučavao čitanje, pisanje, ponekad i računanje. Prvi školnik 1704. g. bio je Franjo Jabagy.

## Kultura
Kulturno-umjetničko društvo“Braća Radić“ Visoko vuče svoje korijene još od 1936. godine kada je u Visokom osnovana Udruga pod nazivom Seljačka sloga koja se više bavila dramskim i literarnim radom. 
Udruga već osamnaest godina organizira u Visokom smotru izvornog folklora pod nazivom „Lipanjski folklorni susreti“, na kojoj gostuju folklorne skupine iz zemlje i inozemstva. Na čelu društva je već punih 37 godina gospodin Branimir Mateković koji uz to 40 godina radi kao voditelj i koreograf folklorne skupine.

## Šport
U mjestu djeluje malonogometni klub Visoko. Svake se godine u lipnju organizira Memorijalni malonogometni turnir Zvonko Simon u čast branitelja iz Visokog koji je poginuo u akciji Oluja. 

## Vanjske poveznice
- Službene stranice Općine Visoko